# بژخوو
بژخوو (به لهستانی:  Brzechów) یک روستا در لهستان است که در گمینا دالشتسه واقع شده‌است. بژخوو ۸۷۰ نفر جمعیت دارد.